# 1956 en science
| Années de la science : 1953 - 1954 - 1955 - 1956 - 1957 - 1958 - 1959    |
| Décennies de la science : 1920 - 1930 - 1940 - 1950 - 1960 - 1970 - 1980 |

Cet article présente les faits marquants de l'année 1956 en science.

## Évènements
- Février : le mathématicien Joseph Kruskal propose un algorithme simple pour trouver un arbre couvrant de poids minimal[1].
- Mai : le climatologue canadien Gilbert Plass publie un article fondateur, The Carbon Dioxide Theory of Climate Change[2] sur les conséquences potentielles d’une concentration accrue de dioxyde de carbone dans l’atmosphère sur un réchauffement planétaire.
- 18 juin-17 aout : Conférence de Dartmouth[3], atelier scientifique considéré comme l'acte de naissance de l'intelligence artificielle en tant que domaine de recherche autonome[4].
- 1er juillet : le chimiste américain Denham Harman formule la théorie des radicaux libres pour expliquer le vieillissement[5]
- 6 octobre : le médecin et virologue américain de l'Université de Cincinnati Albert Sabin annonce la mise au point d'un vaccin contre la poliomyélite[6]. Les tests commencent en 1957 et il est mis sur le marché en 1961[7].

- Redécouverte de la Grotte de Gouy en Seine-Maritime[8].
- L'archéologue américaine Marija Gimbutas fait connaître l'hypothèse kourgane relative à l'interprétation des migrations indo-européennes[9].

### Sciences physiques
- 7 janvier : mise en route de la pile atomique de Marcoule. Première centrale nucléaire française, elle fournit du courant le 28 septembre[10].

- 4 mai - 21 juillet :  Opération Redwing. Les États-Unis font exploser des bombes à hydrogènes de deuxième génération sur les atolls de Eniwetok et de Bikini dans le Pacifique. Le 20 mai, ils effectuent le premier parachutage d'une bombe thermonucléaire[11].

- 14 juin : expérience du neutrino. Les physiciens américains Frederick Reines et Clyde Cowan annoncent leur découverte du neutrino, minuscule particule dépourvue de charge électrique, dans un télégramme à Wolfgang Pauli[12],[13].

- 11 septembre : l'URSS annonce lors de la quatrième assemblée du CSAGI à Barcelone son intention de tenter le lancement d'un satellite artificiel dans l'espace[14].
- Septembre : début de la construction du Laboratoire de l'Accélérateur Linéaire à Orsay, sous la direction de Frédéric Joliot-Curie et de Hans Halban[15].
- 15 novembre :
  - l'équipe du physicien américain Bruce Cork publie sa découverte d’une antiparticule, l’antineutron[16].
  - le physicien américain Leon Cooper décrit pour la première fois la paire de Cooper[17].
- 21 novembre : inauguration au Centre atomique de Harwell du réacteur nucléaire de recherches à eau lourde dénommé « Dido »[18].

### Technologie
- 23 février : une éruption solaire géante provoque d'importantes perturbations dans les télécommunications[19].
- 14 avril : la société « Ampex » présente à la convention de la National Association of Broadcasters réunie à Chicago, le VRX-1000, premier magnétoscope à ruban qui permet l’enregistrement et la reproduction d’images télévisé[20].
- 15 avril : WNBQ de Chicago devient la première station de télévision au monde à diffuser toutes ses émissions en couleurs[21].

- Avril : le TX-0 (Transistorized Experimental computer zero), premier ordinateur terminal informatique à transistors est mis en service au Laboratoire Lincoln du Massachusetts Institute of Technology[22].

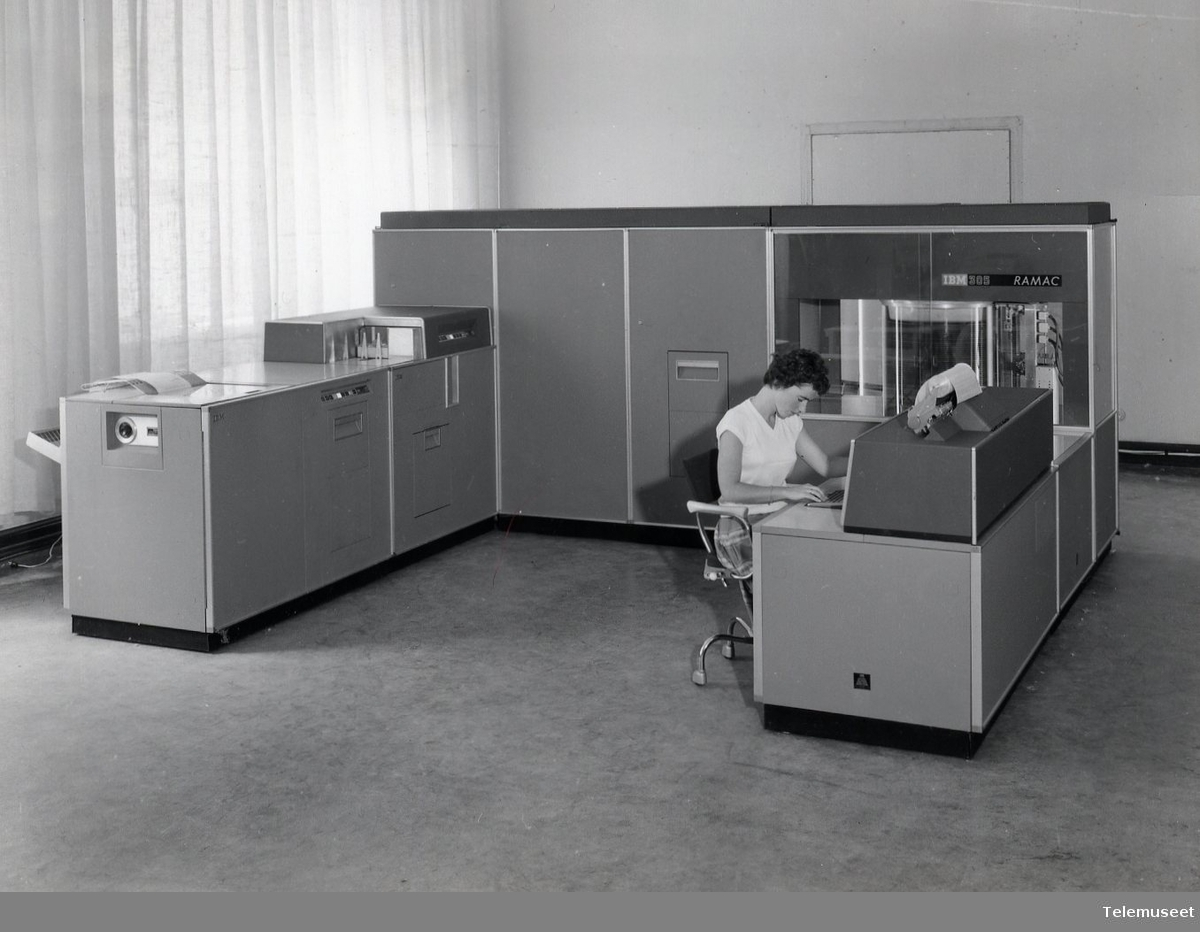
L'IBM RAMAC 305.

- 13 septembre : présentation du IBM RAMAC 305, premier ordinateur doté d'un disque dur fabriqué par IBM[23]. Sa capacité est de 5 Mo.
- 25 septembre : première conversation téléphonique transmise par câble transatlantique, le TAT-1, entre Londres, New York et Ottawa[24].

## Publications
- Henri Cartan et Samuel Eilenberg : Homological Algebra, un classique en algèbre homologique.
- Leon Festinger, Henry Riecken (en) et Stanley Schachter : L'Échec d'une prophétie.
- Karl Popper : 
  - Quantum Theory and the Schism in Physics, 1956/57 (publié comme livre en 1982),  (ISBN 978-0-415-09112-1)
  - The Open Universe: An Argument for Indeterminism, 1956/57 (publié comme livre en 1982),  (ISBN 978-0-415-07865-8)
  - Realism and the Aim of Science, 1956/57 (publié comme livre en 1983),  (ISBN 978-0-09-151450-1)
- Jean-Pierre Serre : Géométrie algébrique et géométrie analytique (GAGA)[25].

## Prix
- 1er décembre : Prix Nobel

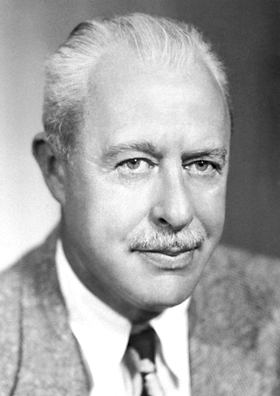
Walter Houser Brattain

  - Physique : William Bradford Shockley, Walter Houser Brattain, John Bardeen, américains, pour l’invention du transistor à pointes et du transistor à jonctions.
  - Chimie : Sir Cyril Norman Hinshelwood (anglais), Nikolaï Nikolaïevich Semenov (russe), pour leurs travaux sur la cinétique chimique.
  - Physiologie ou médecine : André Frédéric Cournand (Américain né en France), Werner Forssmann (Allemand), Dickinson W. Richards (Américain), pour leurs travaux sur le cathétérisme du cœur.

- Prix Lasker
  - Prix Albert-Lasker pour la recherche médicale fondamentale : Karl Meyer, Francis Schmitt
  - Prix Albert-Lasker pour la recherche médicale clinique : Louis Katz, Jonas Salk, Everett Kinsey (de), Arnall Patz (en)

- Médailles de la Royal Society
  - Médaille Copley : Patrick Blackett
  - Médaille Darwin : Julian Sorell Huxley
  - Médaille Davy : Robert Downs Haworth
  - Médaille Hughes : Frederick Lindemann
  - Médaille royale : Owen Thomas Jones, Dorothy Mary Crowfoot Hodgkin
  - Médaille Rumford : Frank Philip Bowden

- Médailles de la Geological Society of London
  - Médaille Lyell : Leslie Reginald Cox
  - Médaille Murchison : Frederick Murray Trotter (en)
  - Médaille Wollaston : Arthur Holmes

- Prix Jules-Janssen (astronomie) : Viktor Ambartsumian
- Médaille Bruce (Astronomie) : Albrecht Unsöld
- Médaille Linnéenne : William Henry Lang
- Médaille d'or du CNRS : Jacques Hadamard

## Naissances

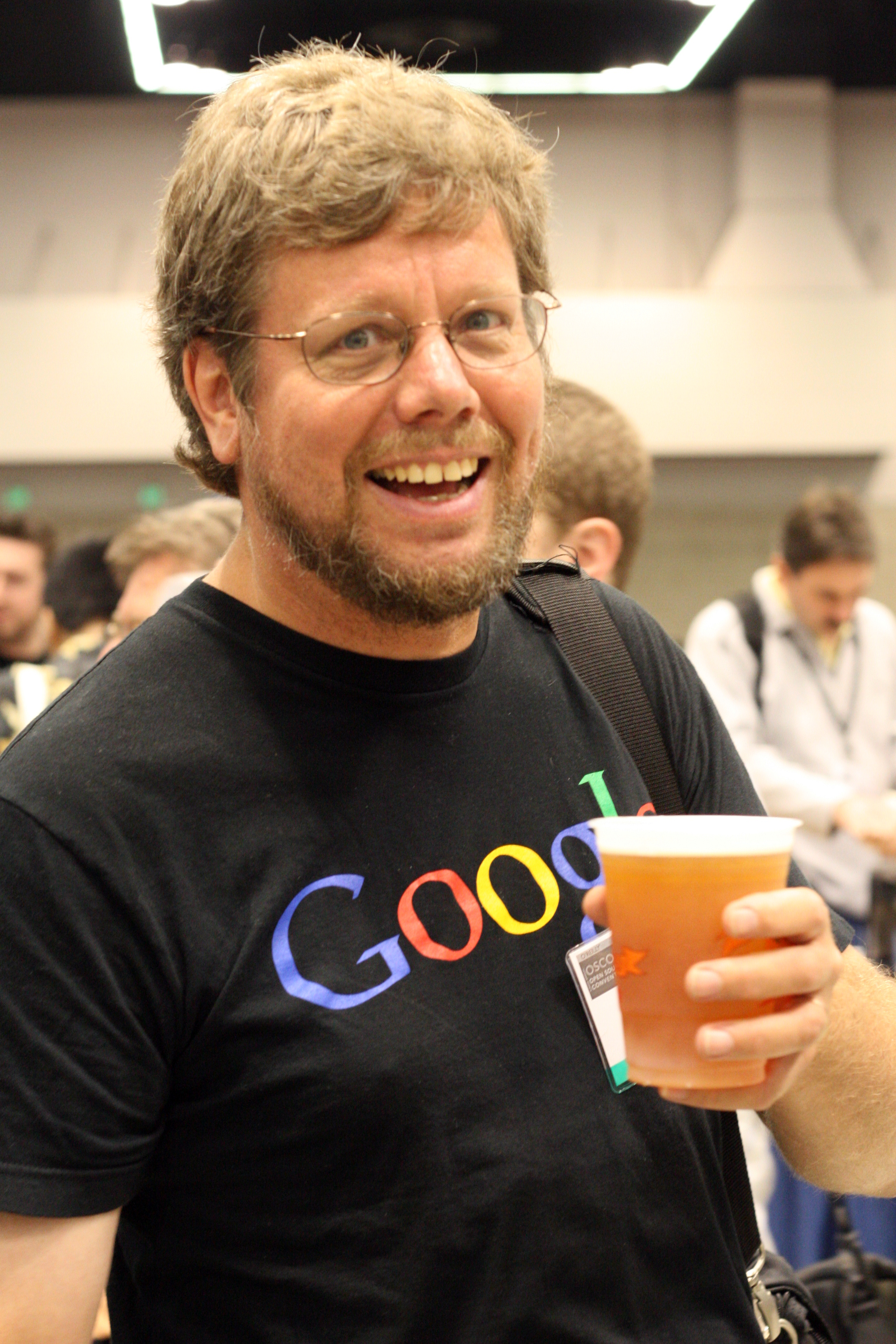
Guido van Rossum

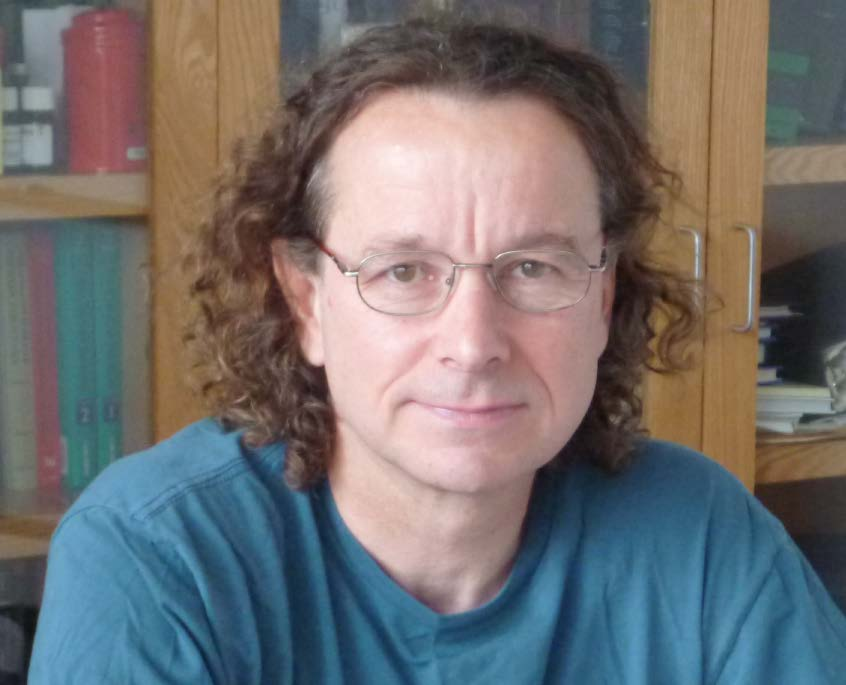
Roderick MacKinnon

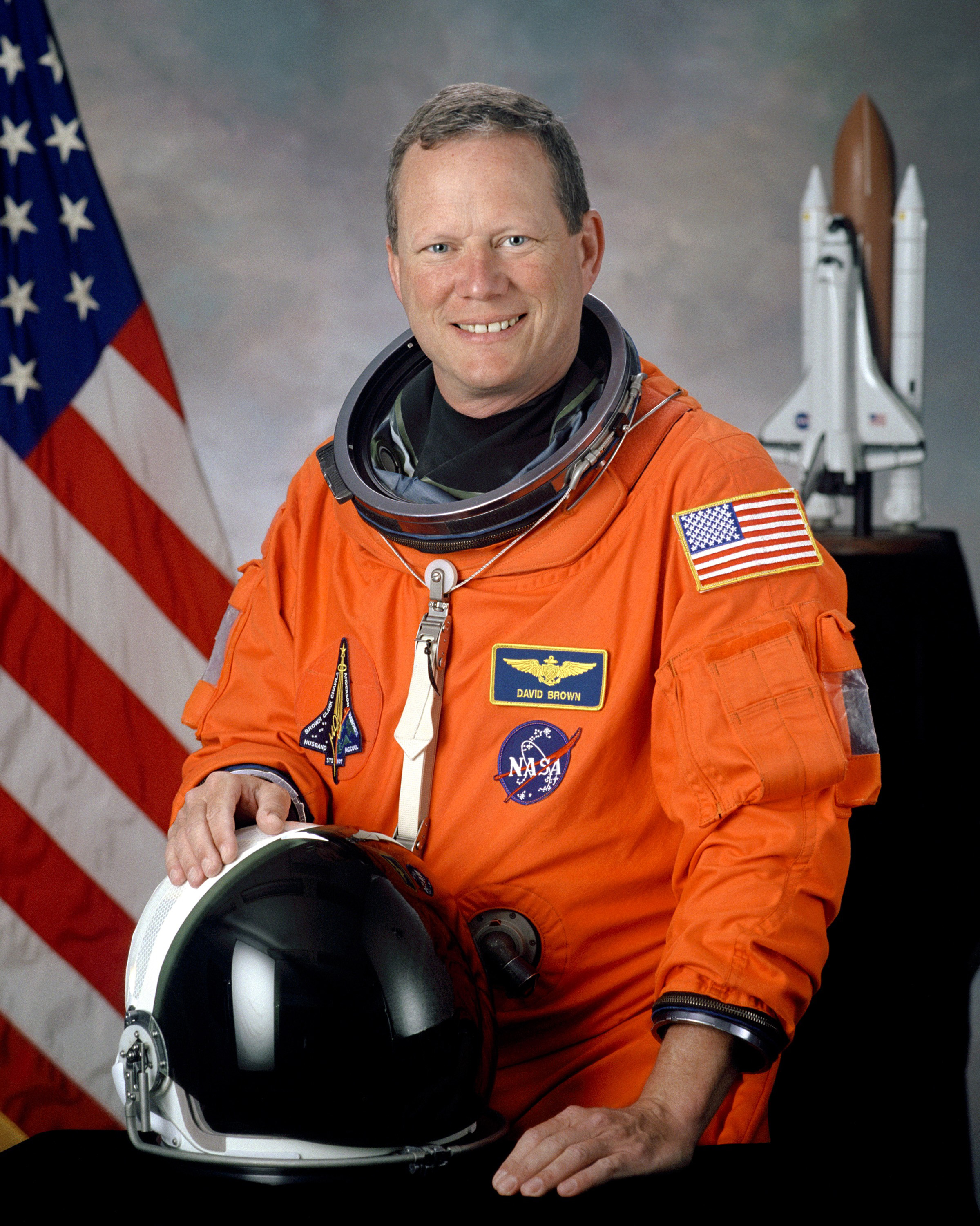
David M. Brown

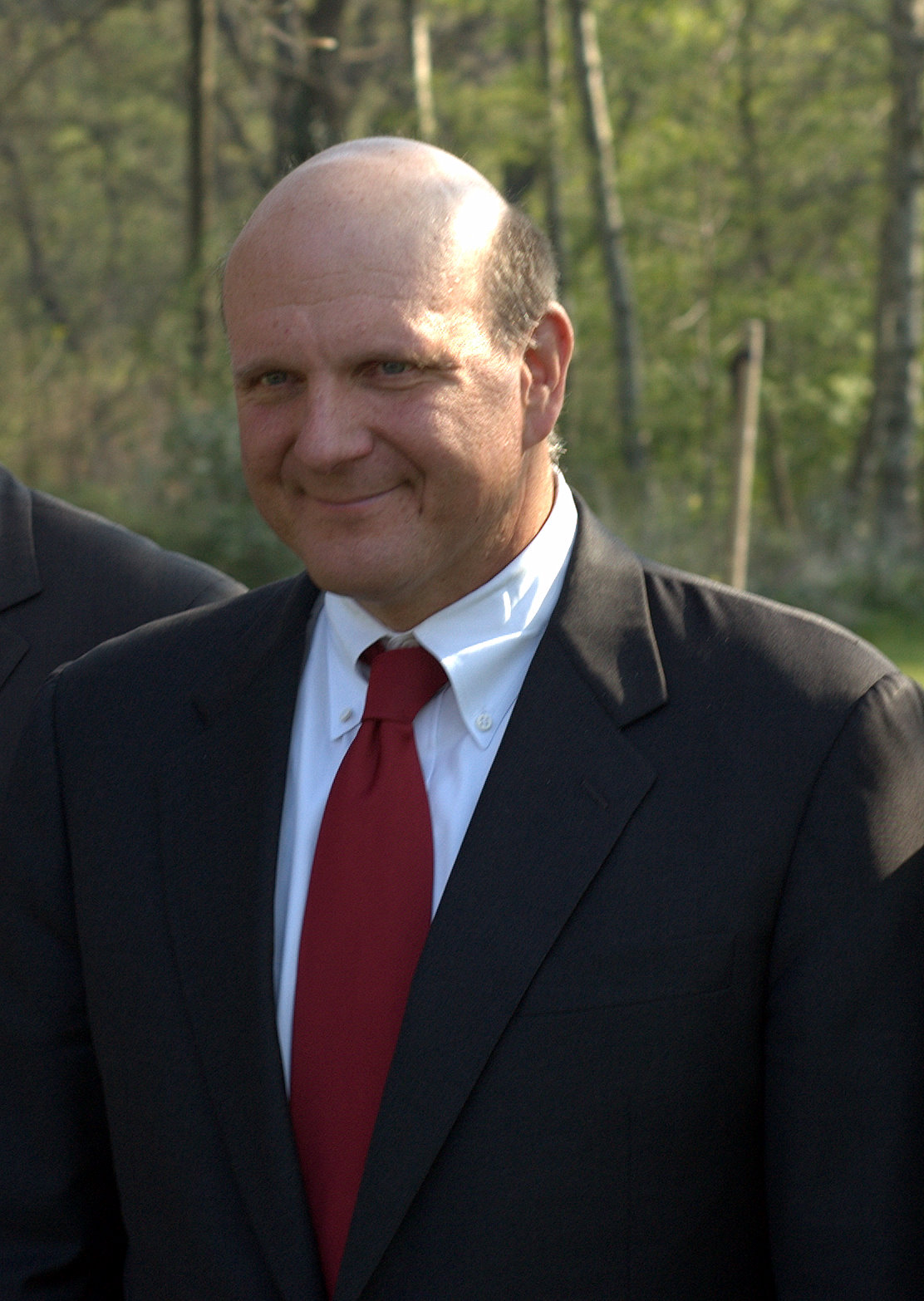
Steve Ballmer

- 1er janvier : Sergueï Avdeïev, cosmonaute russe.
- 9 janvier : Steve Squyres, astronome américain.
- 10 janvier : Roland Bacon, astrophysicien français, directeur de l'observatoire de Lyon.
- 19 janvier: Susan Solomon, chimiste américain
- 31 janvier : Guido van Rossum, informaticien néerlandais.

- 3 février : Barbara Glowczewski, anthropologue et ethnologue française.
- 10 février : Kazuhiko Nishi, ingénieur japonais.
- 17 février : Noga Alon, mathématicien et chercheur en informatique théorique israélien.
- 19 février :
  - George David Low (mort en 2008), astronaute américain.
  - Roderick MacKinnon, biochimiste et médecin américain, prix Nobel de chimie en 2003.

- 11 mars : Curtis L. Brown, astronaute américain.
- 12 mars : Andrew Blake), mathématicien et informaticien britannique.
- 14 mars : Jonathan Bowen, informaticien britannique.
- 21 mars : Louis Monier, chercheur et programmeur américain d'origine française.
- 24 mars : Steve Ballmer, chef d'entreprise américain.

- 3 avril : Brigitte Boisselier, chimiste et évêque française.
- 8 avril : Philip Wadler, informaticien et logicien américain.
- 9 avril : Michael Benton, paléontologue britannique
- 10 avril : Gérard Delacroix, chercheur en archéologie, auteur et éditeur français.
- 12 avril : Jon Rubinstein, ingénieur et informaticien américain.
- 15 avril : Gregory J. Harbaugh, astronaute américain.
- 17 avril : Ivan Damgård, cryptologue et professeur d'université danois.
- 19 avril : Emmanuel Désveaux, anthropologue français.
- 26 avril : David M. Brown (mort en 2003), astronaute américain.
- 28 avril : Paul Lockhart, astronaute américain.

- 4 mai : Michael L. Gernhardt, astronaute américain.
- 12 mai: Tim de Zeeuw, astronome néerlandais
- 13 mai : Alexandre Kaleri, cosmonaute soviétique.

- 1er juin : Tim Paterson, développeur américain.
- 2 juin : Douglas Stinson, cryptologue canadien.
- 4 juin : Chantal Deltenre, Écrivain et ethnologue belge, spécialiste des industries culturelles.
- 6 juin : Jay C. Buckley, astronaute américain.
- 11 juin : Rajeeva Laxman Karandikar, mathématicien, statisticien et pséphologue indien.
- 18 juin : Istvan Markó, professeur et chercheur de chimie organique hongrois.
- 23 juin : Peter G. Schultz, chimiste américain.
- 26 juin : Bernard A. Harris Jr., astronaute américain.
- 27 juin : Sultan ben Salman Al Saoud, spationaute saoudien.

- 4 juillet : Carme Torras, informaticienne espagnole.
- 10 juillet : Robert Tibshirani, statisticien canado-américain.
- 23 juillet : Yosef Garfinkel, archéologue et professeur israélien.

- 6 septembre : Olivier Merle, géologue et romancier français.
- 9 septembre : Anatoli Artsebarski, cosmonaute soviétique.
- 10 septembre : Eilat Mazar (morte en 2021), archéologue israélienne.
- 16 septembre : Kevin R. Kregel, astronaute américain.
- 21 septembre : Dieter Lüst, mathématicien et physicien allemand.
- 27 septembre : Marc Fontecave, chimiste français.
- 28 septembre : Carl Nicholas Reeves, archéologue et égyptologue anglais.
- 29 septembre : James D. Halsell, astronaute américain.
- 7 octobre : Philippe Gros, biochimiste et professeur québécois.
- 8 octobre : Janice E. Voss, astronaute américaine.
- 16 octobre : James H. Newman, astronaute américain.
- 17 octobre : Mae C. Jemison, astronaute américaine.
- 19 octobre : Carlo Urbani (mort en 2003), médecin, découvreur du SRAS.

- 14 novembre : Kenneth D. Bowersox, astronaute américain.
- 19 novembre :
  - Eileen M. Collins, astronaute américaine.
  - Wendy B. Lawrence, astronaute américaine.
- Ren Hirayama, paléontologue, enseignant et chercheur japonais.

- 4 décembre : Jeannette Wing, professeur d'informatique américaine.
- 18 décembre :
  - Reinhold Ewald, spationaute allemand.
  - Schelte J. Bus, astronome américain.
- 31 décembre : Martin Fettman, astronaute américain.

- Robert H. McNaught, astronome australien.
- Rob Pike, ingénieur en informatique américain.

## Décès

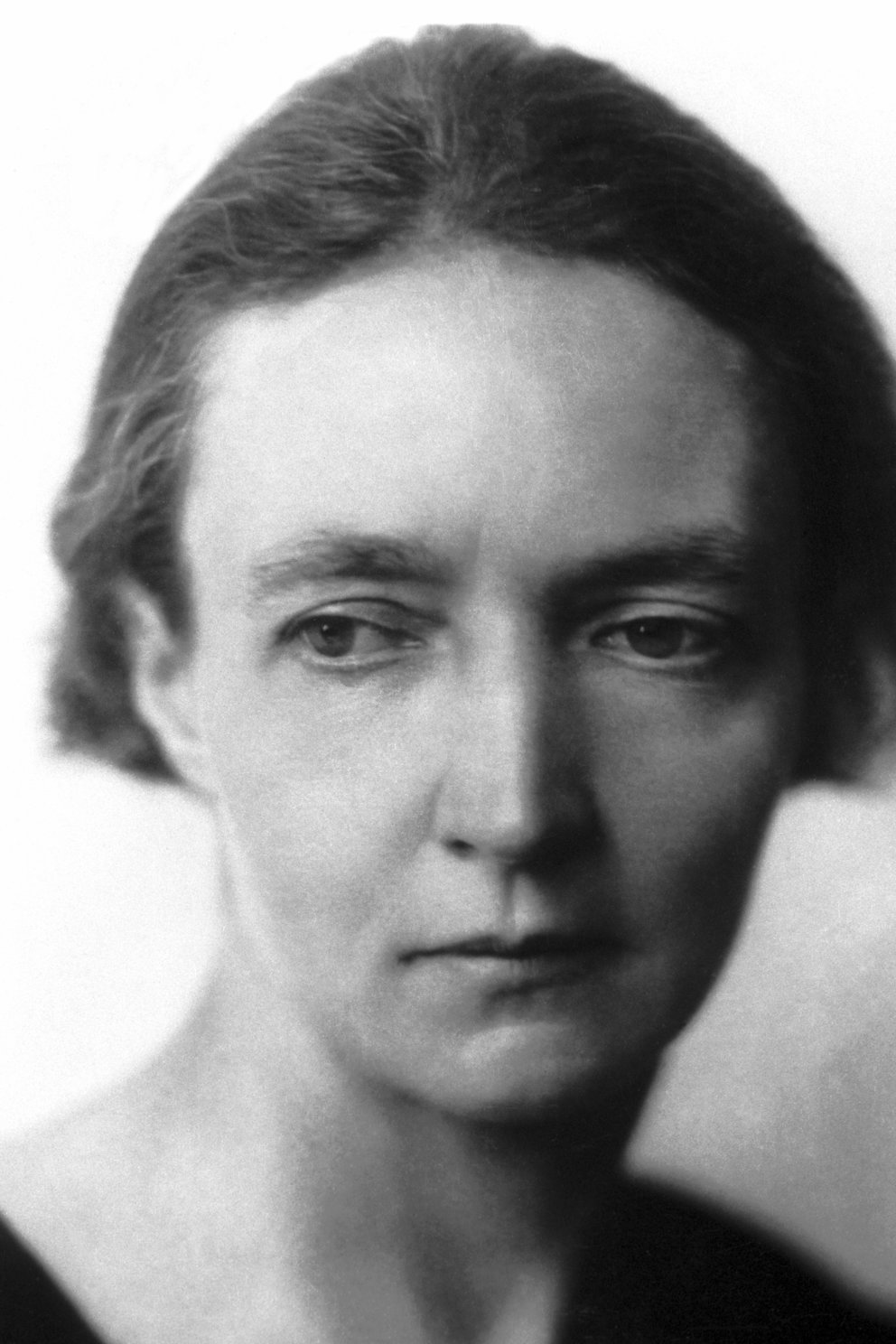
Irène Joliot-Curie

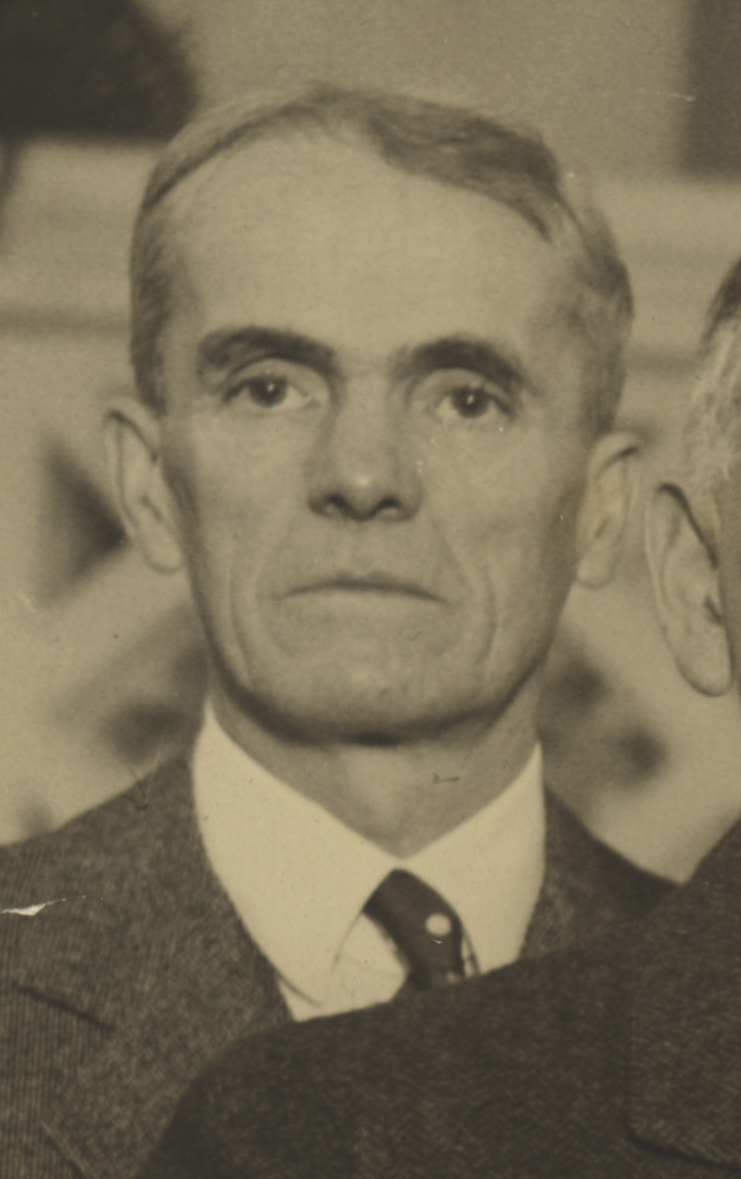
Walter Sydney Adams

- 12 janvier : Friedrich Wilhelm Freiherr von Bissing (né en 1873), égyptologue et professeur allemand.
- 14 janvier : Siegfried Frederick Nadel (né en 1903), anthropologue britannique.
- 11 février : Sergueï Blajko (né en 1870), astronome soviétique.
- 13 février : Jan Łukasiewicz (né en 1878), philosophe et logicien polonais.
- 19 février : Georges Bidault de l'Isle (né en 1874), astronome et écrivain français.
- 23 février : Marcel Griaule (né en 1898), ethnologue français.
- 9 mars : Aylward Manley Blackman (né en 1883), égyptologue anglais.
- 17 mars : Irène Joliot-Curie (née en 1897), physicienne française.
- 18 mars : Louis Bromfield (né en 1896), écrivain américain.
- 24 mars : Edmund Taylor Whittaker (né en 1873), mathématicien et historien des sciences britannique.
- 26 avril : Stephen Ranulph Kingdon Glanville (né en 1900), égyptologue anglais.

- 11 mai : Walter Sydney Adams (né en 1876), astronome américain.
- 22 mai : Jos Jullien (né en 1877), médecin et préhistorien français.
- 24 mai : Martha Annie Whiteley (née en 1866), chimiste et mathématicienne anglaise.
- 30 mai : Carl Neuberg (né en 1877), biochimiste allemand.

- 6 juin : Hiram Bingham (né en 1875), explorateur et homme politique américain.
- 19 juin : Vladimir Obroutchev (né en 1863), géologue russe.

- 14 juillet : John Wishart (né en 1898), statisticien écossais.

- 4 août : Grigory Abramovitch Shajn (né en 1892), astronome russe.
- 25 août : Charles Gallissot (née en 1882), mathématicien et astronome français.
- 27 août : Pelageya Fedorovna Shajn (née en 1894), astronome russe.

- 3 septembre : Étienne Rabaud (né en 1868), zoologiste français.
- 7 septembre : Otto Schmidt (né en 1891), mathématicien, astronome, géophysicien et homme d'État soviétique.
- 10 septembre : Robert Jules Trumpler (né en 1886), astronome suisse-américain.
- 22 septembre : Frederick Soddy (né en 1877), chimiste britannique, prix Nobel de chimie en 1921.
- 22 octobre : Fritz Hofmann (né en 1866), chimiste allemand.

- 4 novembre : Miloje Vasić (né en 1869), archéologue serbe.
- 12 novembre : Juan Negrín (né en 1892), physiologiste et homme politique espagnol.
- 26 décembre : Luc Picart (né en 1867), mathématicien et astronome français.